# South Africa International 1998
Die South Africa International 1998 im Badminton fanden vom 7. bis zum 9. August 1998 statt.

## Sieger und Platzierte
| Disziplin    | Gold                             | Silber                             | Bronze                                 |
| ------------ | -------------------------------- | ---------------------------------- | -------------------------------------- |
| Herreneinzel | Jonas Rasmussen                  | Jean-Frédéric Massias              | Johan Kleingeld                        |
| Herreneinzel | Jonas Rasmussen                  | Jean-Frédéric Massias              | Anton Kriel                            |
| Dameneinzel  | Lina Fourie                      | Michelle Edwards                   | Beverley Meerholz                      |
| Dameneinzel  | Lina Fourie                      | Michelle Edwards                   | Monique Ric-Hansen                     |
| Herrendoppel | Kenneth Jonassen Jonas Rasmussen | Johan Kleingeld Anton Kriel        | Gavin Polmans Neale Woodroffe          |
| Herrendoppel | Kenneth Jonassen Jonas Rasmussen | Johan Kleingeld Anton Kriel        | Gerhard Herselman Johannes Pieterse    |
| Damendoppel  | Meagen Burnett Michelle Edwards  | Karen Coetzer Lina Fourie          | Beverley Meerholz Vanessa van der Walt |
| Damendoppel  | Meagen Burnett Michelle Edwards  | Karen Coetzer Lina Fourie          | Linda Montignies Monique Ric-Hansen    |
| Mixed        | Jonas Rasmussen Meagen Burnett   | Kenneth Jonassen Beverley Meerholz | Johan Kleingeld Lina Fourie            |
| Mixed        | Jonas Rasmussen Meagen Burnett   | Kenneth Jonassen Beverley Meerholz | Anton Kriel Michelle Edwards           |